# Rosario Benavent
Rosario Benavente Reyes (Barcelona, 1902 - Barcelona, 2 de maig del 1921) fou una costurera i anarquista relacionada amb la Confederació Nacional del Treball (CNT) i el Sindicat Únic. Fou companya de l'anarquista Vicent Sales.

## Biografia
Rosario (o Roser) Benavent era una jove obrera cosidora a domicili i era membre del Sindicat del Vestit de la Confederació Nacional del Treball. Es va unir lliurement amb un altre militant del Sindicat Fabril i Tèxtil.
A causa del seu compromís polític, la seva casa fou centre de reunió dels militants dels grups afinitaris dels anarcosindicalistes. Moltes vegades preparaven explosius, en els anys en què la patronal va organitzar una gran campanya d'atemptats en contra dels líders obrers, dirigida per Martínez Anido i Arlegui, període que es coneix com a "pistolerisme" i que va durar des de 1920 fins a 1923.
Ni les seves mateixes companyes del sindicat sabien de les activitats que es duien a terme a casa de Rosario, al barri de Sants de Barcelona. Moltes d'elles es passaven els dies a les portes de la presó del càrrer d'Entença per intentar esperar la sortida dels detinguts i ser testimonis perqué no se'ls apliquès la funesta "llei de fugues" per part de la policia. Rosario participava activament en l'organització dels torns d'aquestes dones, totes elles filles, companyes o mares dels detinguts.
En aquests anys es van organitzar nombrosos grups de militants confederals que passaren a anomenar-se "Grups d'Autodefensa" i que s'oposaven a l'espiral de violència que s'anava creant en aquells dies. Un d'aquests grups es reunia a casa de Rosario i estava format per l'artista anarquista Juan Bautista Acher (Shum), Saturnino Elias, Vilà, Lérida i Sánchez Raja (el negre). Tots ells preparaven un atemptat contra Martínez Anido, aleshores governador civil de Barcelona. La idea era posar una bomba amb motiu de la seva presidència d'una desfilada de Somatens (que eren els qui atemptaven en contra dels obrers) al Passeig de Gràcia.
En 2 de maig de 1921, al carrer Toledo de Sants, es va produir un accident que va posar fi a la vida de Rosario quan s'hi manipulaven els elements que havien de formar part d'un dels explosius. Aquest accident també va motivar que Acher quedés amb les mans completament destrossades; a partir d'aquí serà conegut com "el artista de las manos rotas", fet que no li va impedir -amb el temps- seguir dibuixant i col·laborant amb la premsa anarquista fins al seu exili a Mèxic. Tots els sobrevivents van ser empresonats i condemnats a mort, si bé no es va aplicar la pena i quedaren en llibertat el 1931 amb la República.
Rosario Benavent es va convertir en un nom de referència en l'imaginari anarquista, ja que diversos escriptors van lloar la seva implicació amb la causa anarquista en els anys de clandestinitat.